# ハインリヒ1世 (ブラウンシュヴァイク＝グルーベンハーゲン公)
ハインリヒ1世（Heinrich I., 1267年8月 - 1322年9月7日）は、ブラウンシュヴァイク公、グルーベンハーゲン侯（在位：1291年 - 1322年）。奇人公（der Wunderliche）とよばれる。グルーベンハーゲンの名は1617年ごろになって見られるようになったが、それ以前に領土がどのように呼ばれていたかは不明である。

## 生涯
ハインリヒ1世はブラウンシュヴァイク＝リューネブルク公アルブレヒト1世の息子である。12歳か13歳であった1280年の復活祭よりザクセン公領内の領地の統治を開始した。最初は単独統治であったが、その後まもなく1286年に父の遺領を分割するまで弟アルブレヒト2世およびヴィルヘルム1世と共同で統治した。この分割で、ハインリヒはグルーベンハーゲン、アインベック、ハーメルンの町の半分、アイヒスフェルトからギーボルデハウゼンのブラウンシュヴァイク領、ドゥーダーシュタット、リンダウ、ゼーブルク、オステローデ、アーメルングスボルンおよびブラウンシュヴァイクの教会領の3分の1、ランメルスベルクの鉱山およびクラウスハル周辺の森林を手に入れた。相続争いの後、3人の兄弟は1290年に合意に達した。新たに形成された侯領はブラウンシュヴァイク＝グルーベンハーゲンと呼ばれ、アインベック、オステローデ・アム・ハルツ、ヘルツベルク・アム・ハルツおよびドゥーダーシュタットの町が含まれていた。
ハインリヒ1世はグルーベンハーゲン系ヴェルフ家の始祖となった。以前の相続争いにより、グルーベンハーゲン系ヴェルフ家はブラウンシュヴァイク公の称号しか名乗ることを許されず、16世紀になって初めてリューネブルクの名を称号の一部に加えた。弟アルブレヒト2世はブラウンシュヴァイク＝ヴォルフェンビュッテル家を継ぎ、弟ヴィルヘルムはブラウンシュヴァイク家を継承した。
グルーベンハーゲンにおけるハインリヒの支配には、多くの伝説が残されている。ハインリヒが多くのフェーデで敗北したことが知られており、その結果、経済的に逼迫した状態となった。それにもかかわらず、ハインリヒ1世はアインベックのザンクト・アレクサンドリ修道院だけでなく、ポールデ、カトレンブルクおよびオステローデの修道院に寄付を行った。このため奇人公とよばれるようになった。
ハインリヒ1世は1291年に国王よりザクセン宮中伯の地位を与えられた。ハインリヒは、ハプスブルク家のローマ王ルドルフ1世の後継者候補として、一部の帝国諸侯や選帝侯に推された。しかし、最終的にナッサウ伯アドルフが1291年にローマ王に選出された。
ハインリヒ1世はハーリングスブルクの戦いにおける主要な人物の一人である。
ハインリヒ1世は1322年に死去し、ブラウンシュヴァイク大聖堂に葬られた。遺領は息子たちで分割された。息子のうちハインリヒ2世はギリシャ公、エルンスト1世はオステローデ公、ヴィルヘルムはヘルツベルク公となった。後にアルブレヒト2世（1485年没）がグルーベンハーゲン侯領を再統一した。

## 子女
1282年にヴェッティン家のマイセン辺境伯アルブレヒト2世の娘アグネスと結婚し、以下の子女をもうけた。
- アレッシーナ（1282年 - ?） - バイヒリンゲン伯フリードリヒ（1333年没）と結婚
- オットー（1283年 - 1309年）
- アルブレヒト（1284年 - 1341年） - ドイツ騎士団のメランの指揮官
- アーデルハイト（1285年 - 1320年） - ケルンテン公ハインリヒ6世と結婚
- アグネス（1332年没） - オステローデ修道院の修道女
- ハインリヒ2世（1289年 - 1351年） - グルーベンハーゲン侯
- アーデルハイト＝エイレーネー（1293年 - 1324年） - 東ローマ皇帝アンドロニコス3世パレオロゴスと結婚
- エルンスト1世（1297年 - 1361年） - グルーベンハーゲン侯
- マティルデ（1344年没） - メクレンブルク＝ヴェルレ＝ギュストロー領主ヨハン2世と結婚
- リヒャルディス（1332年没） - オステローデ女子修道院長（1325年 - 1332年）
- ヴィルヘルム（1360年没）
- ヨハン（1367年没） - アインベックのザンクト・アレクサンドリ修道院の司祭